# Académie de Bourges
L'académie de Bourges est une ancienne académie dont le territoire dépend maintenant majoritairement de l'académie d'Orléans-Tours.

## Historique
De 1808 à 1848, l'académie regroupait les départements du Cher, de l'Indre et la Nièvre.
En 1848, on lui ajoute les départements de la Creuse et du Loiret.
En 1850, elle disparaît lors de la suppression des académies et n'est pas recréée par la suite.